# Françoise de Maridor
Françoise de Maridor, född 1558, död 1620, var en fransk hovfunktionär. Hon är känd som förebilden för centralfiguren i Alexandre Dumas den äldres roman Grefvinnan de Monsoreau, 1846 (senaste upplaga med titeln "Diana" 1962, La dame de Monsoreau), där hon kallas "Diane de Méridor".
Hon var dotter till Olivier de Maridor och Anne Goyon de Matignon. Hon gifte sig 1574 med Jean de Coësmes (d. 1575), och 1576 med Charles de Chambes, greve de Montsoreau. Som änka efter sitt första äktenskap var hon föremål för en omtalad duell mellan två av sina friare, Charles de La Rochefoucauld-Randan och Jean de Beaumanoir, som slutade med den förres död. Hon var hovdam åt drottning Katarina av Medici 1576-1578. 